# Енч, Рудольф
Рудольф Енч (н.-луж. Rudolf Jenč; 30 августа 1903 год, Будишин — 5 апреля 1979 года, Будишин, Германская Демократическая Республика) — серболужицкий историк литературы, лингвист и культурный деятель.

## Биография
Родился 30 августа 1903 года в Будишине в рабочей семье. С 1917 по 1924 года обучался в Крайноставском педагогическом училище. С 1925 года по 1940 год работал учителем в серболужицких школах в населённых пунктах Ворцын, Поршицы (1925—1934) и Будестецы (1934—1940). В 1923 году вступил в серболужицкую культурно-просветительскую организацию «Матица сербская». В 1940 году был призван в армию. До 1945 года воевал на фронтах Второй мировой войны. После окончания войны до 1948 года участвовал в восстановлении деятельности серболужицкого культурно-просветительского общества «Домовина». В 1948—1949 годах преподавал в серболужицкой реальной гимназии в чешском городе Варнсдорф. С 1949 года по 1951 год был секретарём отдела новостей «Домовины». В 1951 году был одним из организаторов Института серболужицкого народоведения (сегодня — Серболужицкий институт).
До выхода на пенсию в 1968 году работал в Серболужицком институте. Будучи научным сотрудником института, руководил отделом лужицкого языка и литературы. Занимался историей лужицкой литературы и лужицким языкознанием. Написал двухтомное сочинение «Stawizny serbskeho pismowstwa» (История серболужицкой письменности", которое было издано в 1954 и 1960 годах. Участвовал в составлении Немецко-верхнелужицкого словаря (Deutsch-obersorbisches Wörterbuch: Němsko-hornjoserbski słownik). С 1952 года по 1958 год был председателем Верхнелужицкой языковой комиссии. Занимался работой над нормализацией серболужицкого правописания и профессиональными терминами.
Написал многочисленные научные статьи по верхнелужицкой морфологии, стилистике, синтаксису и истории языка.
Умер в апреле 1979 года. Похоронен на кладбище Жидова.

## Сочинения
- «Stawizny serbskeho pismowstwa», Budyšin 1954, 1960
- «Ratarska terminologija», Budyšin 1966
- «Slovník slovanské lingvistické terminologie», Praha 1977-79